# Dekanat Massachusetts
Dekanat Massachusetts – jeden z trzech dekanatów Archidiecezji Albańskiej Kościoła Prawosławnego w Ameryce.
Na terytorium dekanatu znajdują się następujące parafie:
- Parafia św. Jana Chrzciciela w Bostonie
- Parafia św. Jerzego w Bostonie
- Parafia Zwiastowania w Natick
- Parafia św. Mikołaja w Southbridge
- Parafia Zaśnięcia Matki Bożej w Worcester.

Na terenie dekanatu działa również placówka misyjna Trójcy Świętej w Folsom.